# Карасу-Баши
Карасу́-Баши́ (укр. Карасу-Баши, крымскотат. Qarasuv Başı, Къарасув Башы) — мощный карстовый источник Крыма (не менее 200 л/сек).

## Расположение
Находится в Белогорском районе, в Новокленовском участковом лесничестве, между горами Таз-Тау и Баши. Ближайший населенный пункт село Криничное. Источник даёт начало реке Биюк-Карасу, правому притоку Салгира. Источник питается водами почти со всего плато Караби-яйла, поступающими через пещеру Суучхан-Коба. Нижний выход источника имеет постоянный водоток, верхний выход в сухие годы может пересыхать. Источник не замерзает.
Рядом с источником, по склонам одноимённого ущелья имеются многочисленные родники, называемые грифонами. Температура воды в течение года колеблется в пределах от +9 до +11 °C. Сегодня это водозаборная зона «Исток». Здесь устроена насосная станция, которая подает воду в Белогорский район.

## Статус особо охраняемой природной территории
С 1960 года урочище Карасу-Баши в Крыму имело статус региональной природного памятника, а с 1975 году был создан одноименный памятник природы общегосударственного значения с общей площадью 24 га. Заповедный объект «Урочище Карасу-Баши» создан для целей охраны и сохранения важного в природоохранном, научном, эстетическом, водоохранном отношении места выхода мощного источника Карасу- Баши из карстовых образований, дающего начало реке Биюк-Карасу. Вокруг зона дубово-грабовых лесов с участием реликтов — бука крымского и тиса ягодного.

## История
Название Карасу-Баши до издания Указа Президиума Верховного Совета РСФСР от 18 мая 1948 года о переименован ии населённых пунктов Крымской области носило расположенное поблизости село Карасёвка.
Франсиско Миранда, будущий президент Венесуэлы, бывший в Крыму в свите Г. А. Потёмкина в январе 1787 года во время подготовки к Таврическому вояжу Екатерины II, писал: «С утра подали лошадей, и юный офицер, племянник генерала [Каховского], проводил меня к истокам реки Карасу, находящимся приблизительно в пяти верстах отсюда. Не доехав до места назначения, мы спешились и, прыгая по камням, добрались до образующих реку истоков в глубине оврага, между двух довольно высоких гор. С их вершин открывается превосходный вид, и это, в сочетании с прозрачностью и чистотой воды, обилием зелени и романтичностью ландшафта, придает ему особый колорит..».
В 1786 году источник исследовал француз Жильбер Ромм. Его отчеты являются первым научным упоминанием о Карасу-Баши. В 1794 году здесь побывал академик Пётр Паллас. В 1844 году — писательница О. Шишкина.

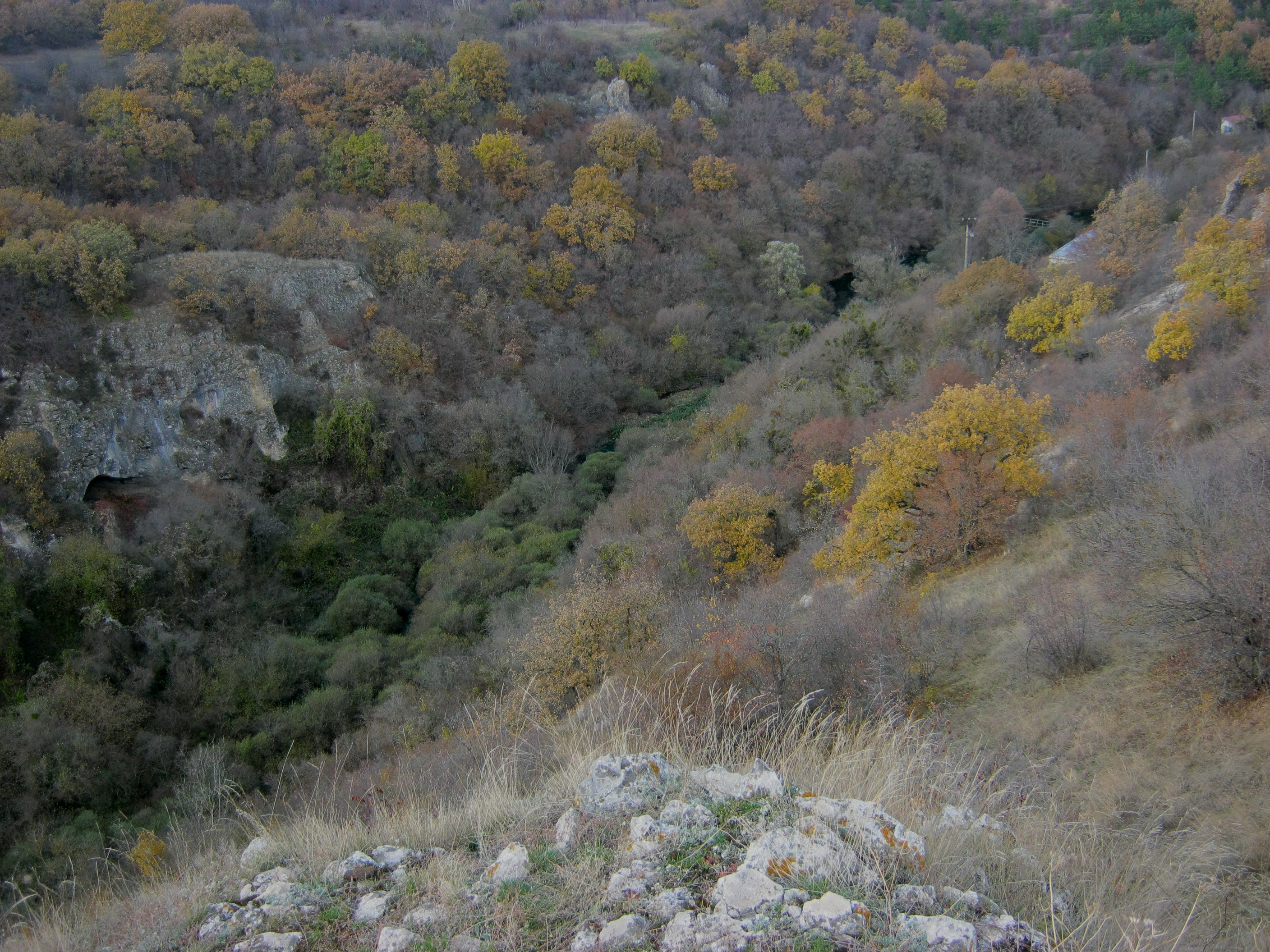
Урочище Карасу-Баши, вид на юго-запад.
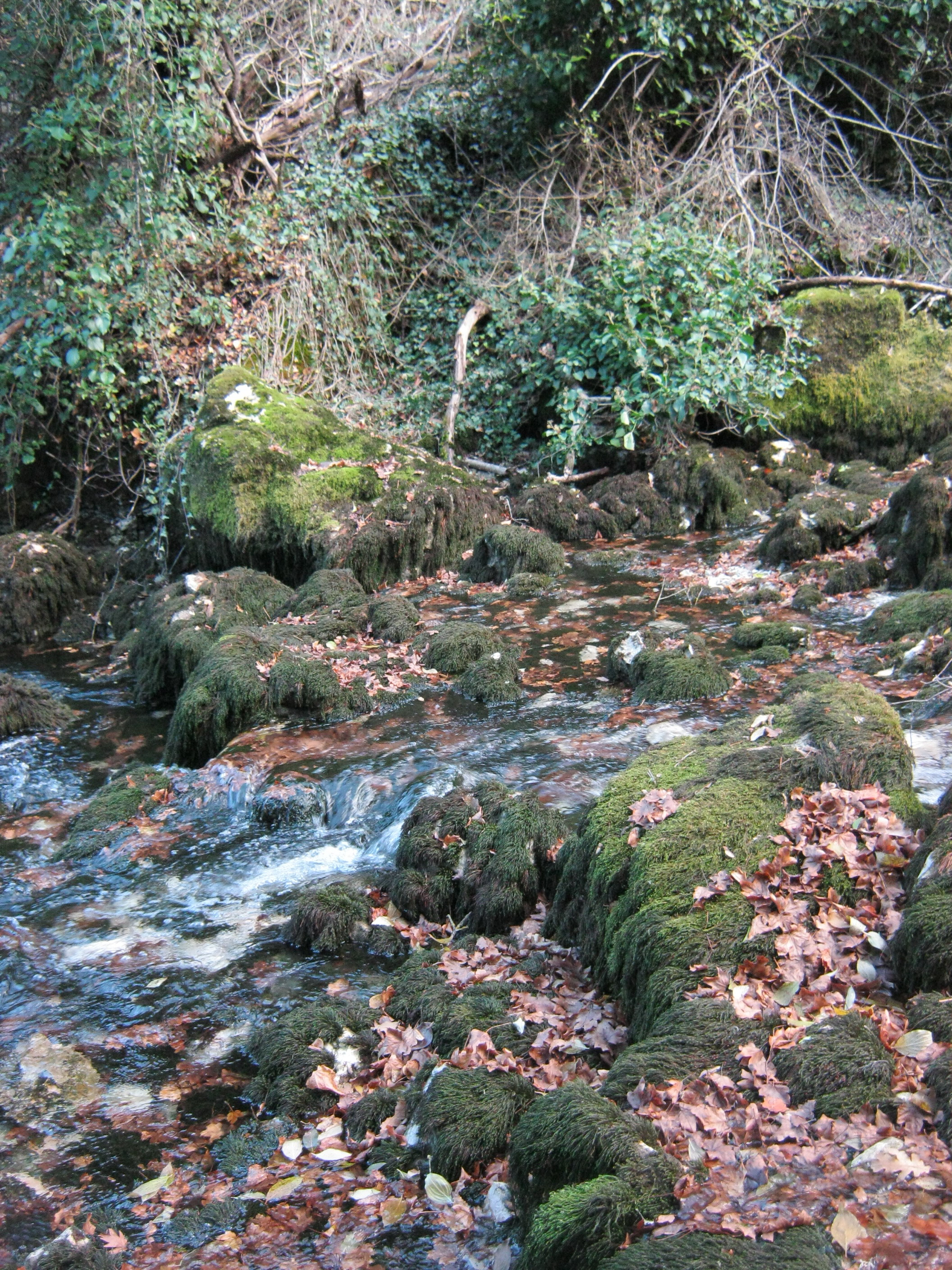
Источник Карасу-Баши в октябре.
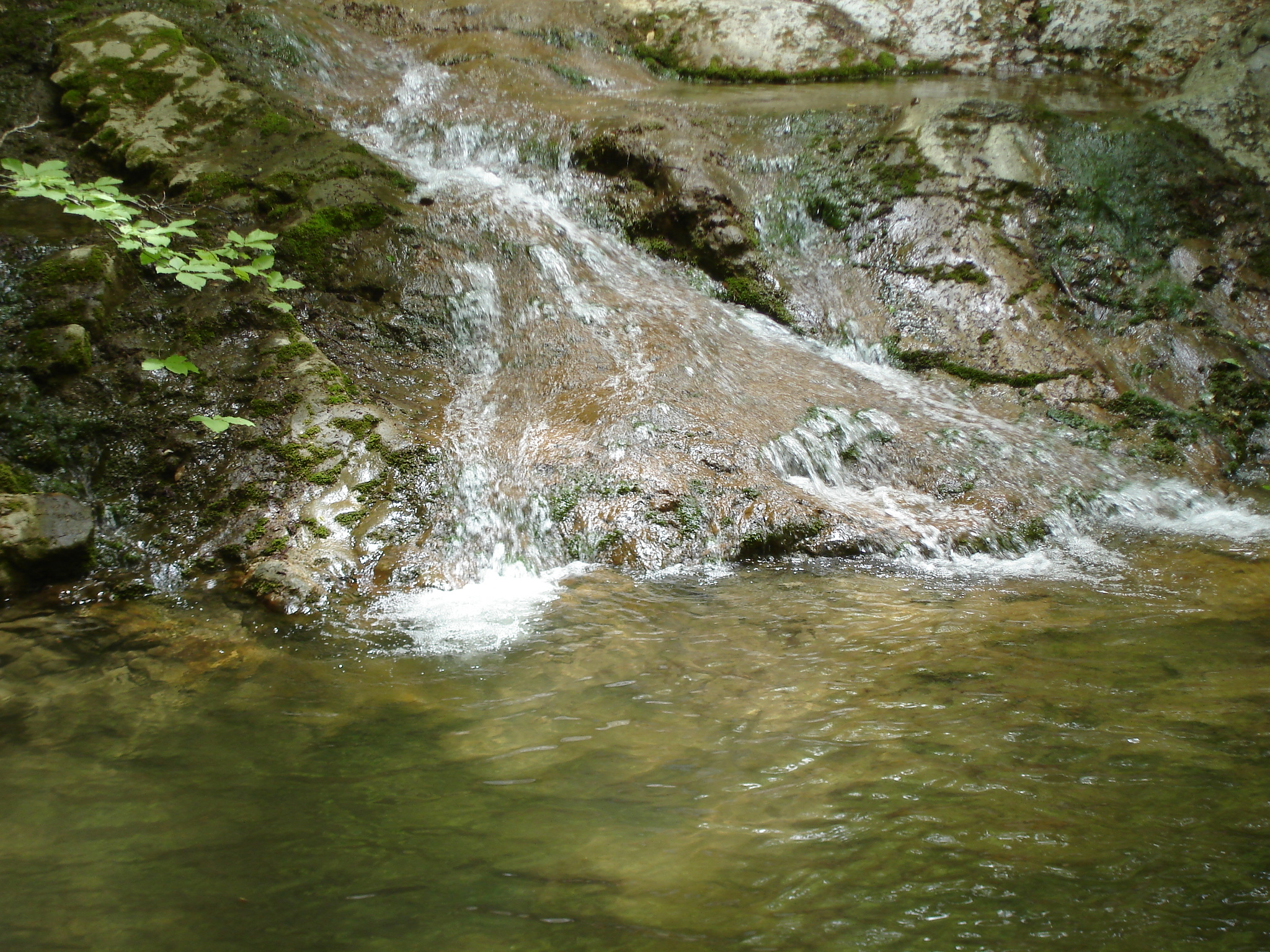
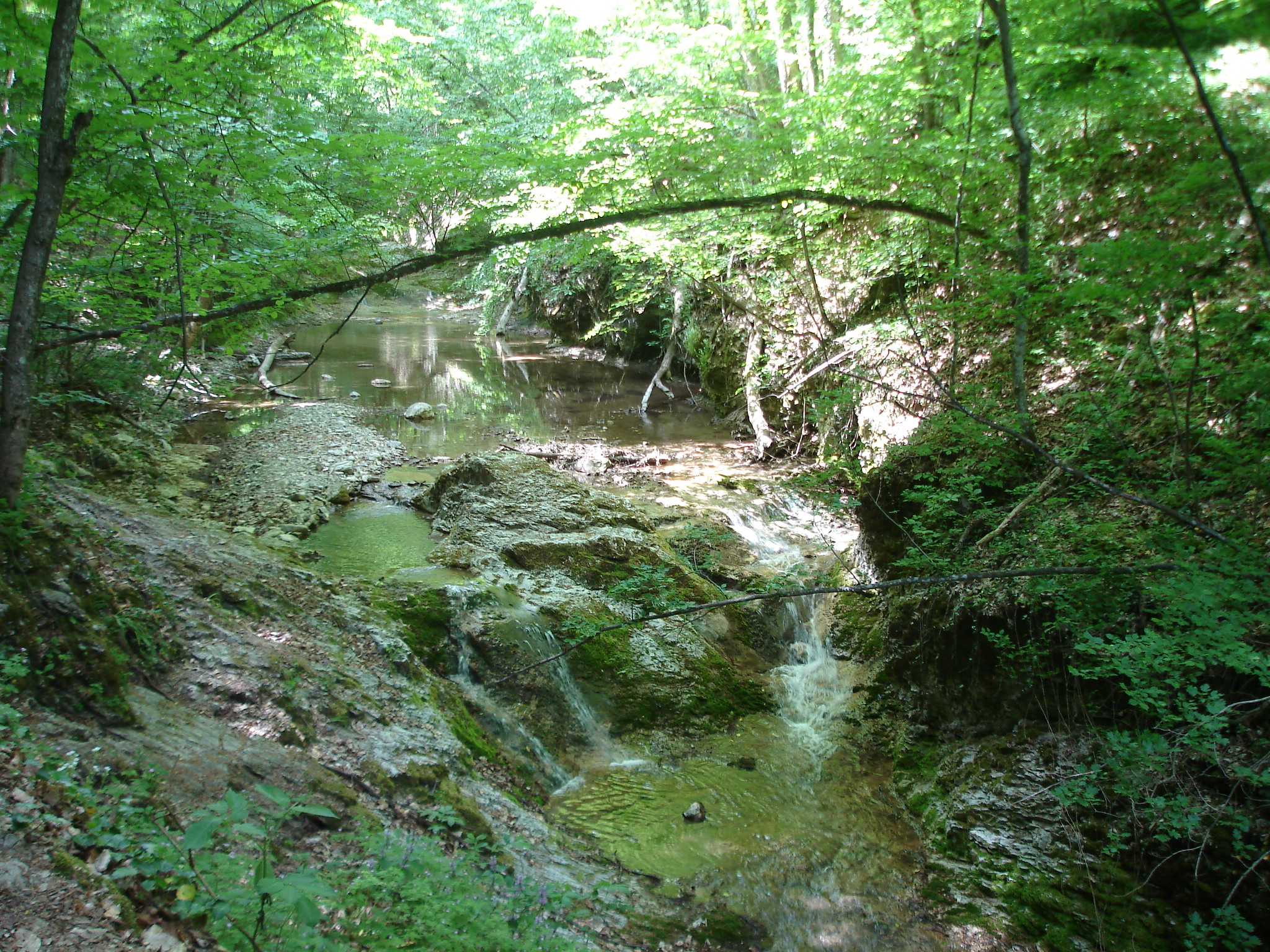
Русло Биюк-Карасу в урочище Карасу-Баши
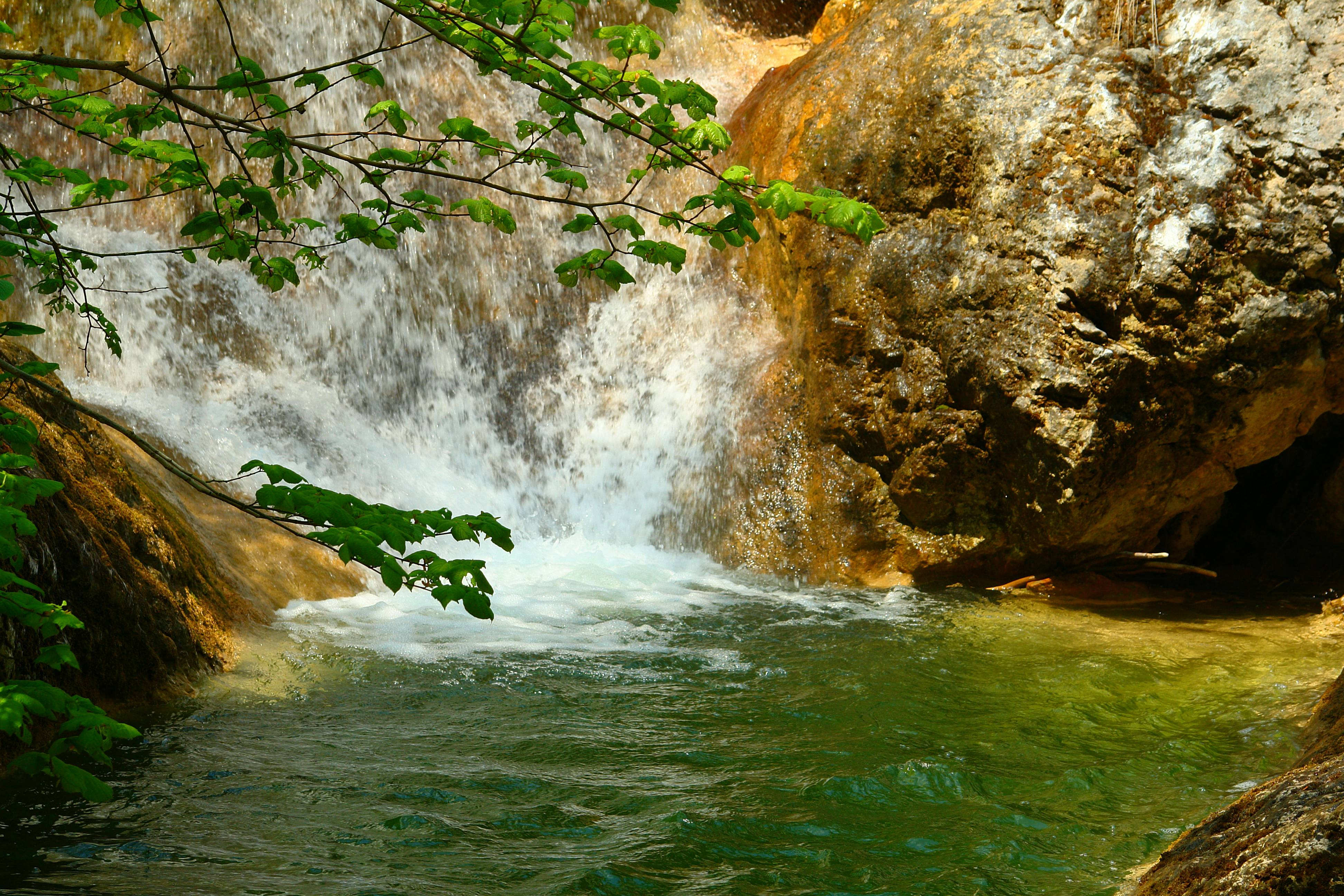
Водный режим в мае.